# Bezirk Brüssel-Randgemeinden
Der Bezirk Brüssel-Randgemeinden (niederländisch Arrondissement Brussel-Randgemeenten, auch Arrondissement-Brussel-Rand) war ein Bezirk in Belgien, der von 1963 bis 1970 existierte.
Der Bezirk entstand im Jahr 1963 durch die Bestimmungen im Zweiten Sprachgesetz vom 2. August 1963 durch Ausgliederung aus dem aufgelösten Bezirk Brüssel. Er besaß eine Fläche von 50,78 km². Zu ihm gehörten sechs Gemeinden, die kein zusammenhängendes Gebiet bildeten. Sie grenzten an den neuen Bezirk Brüssel-Hauptstadt.

## Gemeinden
| NIS-Code alt | Name der Gemeinde  | Lage, angrenzende Gemeinde im Bezirk Brüssel-Hauptstadt                                                                | NIS-Code neu |
| ------------ | ------------------ | --- | ------------ |
| 22001        | Drogenbos          | südwestlich von Brüssel, grenzt an Uccle/Ukkel                                                                         | 23098        |
| 22002        | Kraainem           | östlich von Brüssel, grenzt an Woluwe-Saint-Lambert/Sint-Lambrechts-Woluwe und Woluwe-Saint-Pierre/Sint-Pieters-Woluwe | 23099        |
| 22003        | Linkebeek          | südlich von Brüssel, grenzt an Uccle/Ukkel                                                                             | 23100        |
| 22004        | Sint-Genesius-Rode | südlich von Brüssel, grenzt an Uccle/Ukkel und Watermael-Boitsfort/Watermaal-Bosvoorde                                 | 23101        |
| 22005        | Wemmel             | nordwestlich von Brüssel, grenzt an Brüssel und Jette                                                                  | 23102        |
| 22006        | Wezembeek-Oppem    | östlich von Brüssel, grenzt nicht an den Bezirk Brüssel-Hauptstadt, sondern an Kraainem                                | 23103        |

Alle Gemeinden sind Fazilitäten-Gemeinden. Sie wechselten am 1. Januar 1971 in den Bezirk Halle-Vilvoorde.